# Madagaspis tsaratananae
Madagaspis tsaratananae är en insektsart som beskrevs av Mamet 1951. Madagaspis tsaratananae ingår i släktet Madagaspis och familjen pansarsköldlöss.
Artens utbredningsområde är Madagaskar. Inga underarter finns listade i Catalogue of Life.